# Oliver Baumann
Oliver Baumann (Breisach, 2 de junio de 1990) es un futbolista alemán. Juega de portero y su equipo es el TSG 1899 Hoffenheim de la Bundesliga.

## Trayectoria
Se unió a las categorías inferiores del S. C. Friburgo en 2002, desde entonces ha pasado a hacer 104 partidos de la Bundesliga para el club. Hizo su debut en el equipo juvenil de Friburgo, el 2 de septiembre de 2007 a la edad de 17.[cita requerida].  Dos años más tarde hizo su primera aparición en el segundo lado de la cadena SC Freiburg ll de Friburgo en la Regionalliga Süd contra Stuttgarter Kickers, manteniendo la portería a cero en un empate 0-0.[cita requerida] Él jugó otros 21 partidos con el Friburgo II.
El 14 de mayo de 2014 fichó por el TSG 1899 Hoffenheim por cuatro años. En enero de 2017 renovó hasta 2021.

## Selección nacional
Fue convocado para participar en la Eurocopa 2024, aunque no llegó a jugar ningún partido. Para debutar con la selección de Alemania tuvo que esperar al 14 de octubre de 2024 en un encuentro de la Liga de Naciones de la UEFA 2024-25 frente a Países Bajos que ganaron por uno a cero.

### Participaciones en Eurocopas
| Copa          | Sede     | Resultado        | Partidos | Goles |
| ------------- | -------- | ---------------- | -------- | ----- |
| Eurocopa 2024 | Alemania | Cuartos de final | 0        | 0     |

## Clubes
| Club                | País     | Año           |
| ------------------- | -------- | ------------- |
| S. C. Friburgo II   | Alemania | 2009-2010     |
| S. C. Friburgo      | Alemania | 2010-2014     |
| TSG 1899 Hoffenheim | Alemania | 2014-presente |